# Pionopsitta pileata
El lorito carirrojo (Pionopsitta pileata) es una especie de ave de la familia de los loros (Psittacidae).
Es endémico de Argentina, Brasil y Paraguay. Un nombre común guaraní es  cúiu cúiu.
Es la especie tipo del género Pionopsitta,  pero entre los loros tradicionalmente colocados en este género también es el más distintivo, ya que ellos tienen toda la cabeza verde y parches coloreados en la región orbicular, y únicamente este tiene la cabeza manchada. En verdad es tan distinto que recientemente se ha establecido que lo es suficientemente como para mover a los otros miembros de Pionopsitta al género Pyrilia, haciendo a Pionopsitta un género monotípico.
Sus hábitats naturales son selvas subtropicales o tropicales húmedas, de tierras bajas.